# NewOS
A NewOS egy szabad, teljes értékű operációs rendszer, melynek elérhető a teljes forráskódja, s vele párhuzamosan rendszeresen adnak ki fejlesztői verziókat is.
Jelenleg a következő hardveren fut:
- Intel- és AMD-alapú egy- és többprocesszoros rendszerek,
- Sega Dreamcast

Koncepciója a BeOS, Solaris, FreeBSD, NT és más modern operációs rendszerek összegyűjtésén alapul. A tervezés célja egy modern és platformfüggetlen operációs rendszer kifejlesztése.
A NewOS formáját tekintve az OpenBeOS-on alapszik (mai nevén: Haiku). A rendszer pillanatnyilag egy kernelből és minimális felhasználói alkalmazasból áll.

## Jellemzői
- Többszálúság
- Több processzor
- Erős platformfüggetlen réteg
- Védett memória
- Elkülönített kernel és felhasználói terület
- Erős VM támogatás
- Dinamikusan betölthető kernelmodulok
- Virtuális filerendszer
- Többféle filerendszer használata
- Kernel alapú TCP/IP támogatás
- Sok más

A git.newos.org-on 2010 évi az utolsó módosítás